# Civil Rights Act of 1960
De Civil Rights Act van 1960 is een federale wet uit de Verenigde Staten die zorgde voor federale controle over de stemregistratie. Ze voorzag in straffen voor iedereen die iemand probeerde te verhinderen te stemmen of zich te laten registreren als stemgerechtigde. De wet kan worden gezien als een aanvulling van de Civil Rights Act of 1957.
De wet was er vooral op gericht om de zwarten gelijke kansen te geven, maar gezien het optreden van mensen als dominee Martin Luther King in de jaren erna waren de meest basale burgerrechten bij lange na nog geen vanzelfsprekendheid. De verkiezingen van 1960 trokken slechts 3% meer zwarte stemmers. Desondanks won de Democratische kandidaat John F. Kennedy.